# Por que morrer por Danzig?
" Por que morrer por Danzig? " ( em francês: Pourquoi mourir pour Dantzig ?   ) é um slogan político francês anti-guerra e pró- apaziguamento, criado na véspera da Segunda Guerra Mundial, cunhado pelo simpatizante fascista, o escritor Marcel Déat.

## Artigo
A frase foi cunhada pelo escritor neo-socialista francês Marcel Déat em um artigo (Mourir pour Dantzig ?), publicado em 4 de maio de 1939 no jornal parisiense L'Oeuvre fr .   O artigo tratava de um dos ultimatos da Alemanha Nazista à Segunda República Polonesa, referente à exigência de transferência do controle da Cidade Livre de Danzig (hoje Gdańsk ) para a Alemanha.  No artigo, Déat argumentou a favor do apaziguamento .  Ele afirmou que a França não tinha interesse em defender a Polónia e que o chanceler alemão Adolf Hitler ficaria satisfeito após receber o território que ele (de forma legítima, segundo Déat) exigia. Ele acusou os polacos de serem belicistas e de arrastarem a Europa para uma guerra.  Déat argumentou que os franceses não deveriam ser chamados para morrer por culpa de uma política polaca irresponsável,  e expressou dúvidas sobre se a Polónia seria capaz de lutar durante um período de tempo significativo.  "Lutar ao lado dos nossos amigos polacos pela defesa comum dos nossos territórios, das nossas propriedades, das nossas liberdades", escreveu Déat, "é uma perspectiva que se pode encarar corajosamente, se contribuir para a manutenção da paz. Mas morrer por Danzig, não!" ( Mais mourir pour Dantzig, non ! ) 
1. ↑  Combattre aux côtés de nos amis polonais pour la défense commune de nos territoires, de nos biens, de nos libertés, c’est une perspective qu’on peut courageusement envisager, si elle doit contribuer au maintien de la paix. Mais mourir pour Dantzig, non !